# Cargolia arana
Cargolia arana là một loài bướm đêm trong họ Geometridae.